# HD 106906 b
HD 106906 b – planeta pozasłoneczna typu Super-Jowisz orbitująca wokół gwiazdy HD 106906. Najdalej orbitująca od swojej gwiazdy planeta (spośród wszystkich znalezionych). Odkryta przez międzynarodowy zespół naukowców pracujących w University of Arizona.
Mająca masę ok. 11 MJ okrąża gwiazdę HD 106906 w odległości ok. 650 j.a., czym wprawiła w zdziwienie naukowców, ponieważ nie jest podobna do niczego znanego wcześniej oraz nie pasuje do żadnego modelu formowania się planet. Rozważano teorie, iż może być to drugi ze składników gwiazdy podwójnej, jednak stosunek masy planety do gwiazdy wynosi 1:100, a przez to nie pasuje do modelu powstawania gwiazd podwójnych. Według naukowców planeta jest młoda, ma wiek ok. 13 mln lat i temperaturę ok. 1500 °C.
Odkrycie odbiło się szerokim echem w mediach zarówno naukowych np.: space.com, jak i telewizjach informacyjnych m.in. NBC News, czy CBS News.